# Flamingo Air
Flamingo Air Inc. ist ein privates Luftfahrtunternehmen mit Sitz in Cincinnati, das Schulungs- und Bedarfsflüge anbietet.
Das Unternehmen betreibt einmotorige Flugzeuge der Typen Cessna 172 und Piper PA-28, die auch an Privatpiloten und Flugschüler vermietet werden. Bei der Ausbildung von Flugdienstberatern arbeitet das Unternehmen mit der lettischen Fluggesellschaft Air Baltic zusammen. 
Bekannt wurde Flamingo Air durch verschiedene Presseartikel, die davon berichten, dass Paare eine Maschine des Unternehmens mitsamt Piloten mieten können, um während des Fluges Sex zu haben.